# Liste öffentlicher Kneipp-Anlagen in Thüringen
In der Liste öffentlicher Kneipp-Anlagen in Thüringen sind Kneipp-Anlagen in Thüringen aufgeführt. Sie ist primär nach Orten sortiert, unabhängig davon, ob es sich um Ortsteile, Gemeinden oder Städte handelt. Kneipp-Anlagen können laut Kneipp-Bund in Form von Wassertretanlagen oder Armbecken vorliegen und unterliegen grundsätzlich nicht der Trinkwasserverordnung. Kneipp-Anlagen werden häufig künstlich angelegt. Daneben gibt es in den natürlichen Verlauf von Fließgewässern eingebettete Wassertretstellen. Kneippen ist eine Behandlungsmethode der Hydrotherapie, die auf der Grundlage von Sebastian Kneipp angewendet wird. Hierbei wird in kaltem Wasser auf der Stelle geschritten. In Armbecken werden die Arme bis zur Mitte der Oberarme ins kalte Wasser getaucht. Der Artikel ist Teil der übergeordneten Liste öffentlicher Kneipp-Anlagen in Deutschland. Die Liste erhebt keinen Anspruch auf Vollständigkeit.

## Liste
Derzeit sind in Thüringen 33 öffentliche Kneipp-Anlagen erfasst (Stand: 12. Februar 2022):
| Bild             | Ort                   | Kreis                         | Beschreibung | ↴ Zufluss / ↳ Abfluss                                       | Standort                                                    |
| ---------------- | --------------------- | ----------------------------- | --- | ----------------------------------------------------------- | ----------------------------------------------------------- |
| Bild gesucht BW  | Bad Berka             | Weimarer Land                 | Kneipp-Anlage an der sog. „Stahlquelle“ (am heutigen „Goethebrunnen“) am Eingang des Bad Berkaer Kurparks. Die Quelle speist auch die neben dem Brunnen befindliche Kneipp-Anlage. 2005 eröffnet.                                                                                           | ↴ Stahlquelle                                               | ⊙ Kurpark                                                   |
| Bild gesucht BW  | Bad Berka             | Weimarer Land                 | Kneipp-Anlage mitten im Waldtal des Dammbachsgrundes auf dem Carl-Friedrich-Platz. 2009 eröffnetes Naturbecken. | ↴ Carl-Friedrich-Quelle                                     | ⊙ Carl-Friedrich-Platz im mittleren Dammbachsgrund          |
| Bild gesucht BW  | Bad Berka             | Weimarer Land                 | Kneipp-Anlage unter dem Gottesbrünnlein im Rhododendrongarten. In Betrieb genommen wurde sie am 31. August 2010. | ↴ Gottesbrünnlein                                           | ⊙ Im nördlichen Areal vom Rododendrongarten                 |
| Bild gesucht BW  | Bad Blankenburg       | Landkreis Saalfeld-Rudolstadt | Wassertretbecken an der Antoniusquelle (Heilwasser-Bohrbrunnen) im Kurpark. | ↴ Antoniusbrunnen                                           | ⊙ Schwarza                                                  |
| Bild gesucht BW  | Bad Frankenhausen     | Kyffhäuserkreis               | Wassertretbecken im Areal des Solewasser-Vital-Parks, Am Quellgrund 14. |                                                             | ⊙                                                           |
| Bild gesucht BW  | Bad Klosterlausnitz   | Saale-Holzlandkreis           | Kneipp-Anlage im Park am Kurhaus, Hermann-Sachse-Straße 39. |                                                             | ⊙                                                           |
| Bild gesucht BW  | Bad Langensalza       | Unstrut-Hainich-Kreis         | Wassertretbecken im Areal des Botanischen Gartens. |                                                             | ⊙                                                           |
| (weitere Bilder) | Bad Liebenstein       | Wartburgkreis                 | Kneipp-Anlage im Kurpark Bad Liebenstein etwa 100 m vom Brunnentempel entfernt. | ↴ Erdfallwasser                                             | ⊙                                                           |
|                  | Bad Tabarz            | Gotha                         | Kneipp- und Kräutergarten, Arenarisquelle im Lauchagrund. | ↴ Arenarisquelle                                            | ⊙ Lauchagrundstraße                                         |
| Bild gesucht BW  | Bad Tabarz            | Gotha                         | Tabbs Medical Wellness & Kneipp Resort. | ↴ Inselbergquelle                                           | ⊙ Schwimmbadstraße                                          |
| Bild gesucht BW  | Bad Tennstedt         | Unstrut-Hainich               | Zwei benachbarte Kneippanlagen im Kurpark neben der Median-Klinik, die eine mit dem Heilwasser der Schwefelquelle; die zweite wird vom Öde-Fluss gespeist. | ↴ Schwefel-Heilquelle                                       | ⊙ Kurstraße 10                                              |
| Bild gesucht BW  | Dorndorf-Steudnitz    | Saale-Holzlandkreis           | Wassertretbecken an der Stahlbornquelle | ↴ Stahlbornquelle                                           | ⊙                                                           |
| (weitere Bilder) | Eisenach              | Eisenach                      | Wassertretbecken am Rennsteig in der Nähe der Wartburg-Wasserleitung am Rastplatz Hohen Bruch. | ↴ Über Rohrleitung an der Wartburg-Wasserleitung            | ⊙                                                           |
| Bild gesucht BW  | Elgersburg            | Ilm-Kreis                     | Wassertretbecken am Rundwanderweg, etwa 300 m unterhalb vom Christiansbrunnen | ↴ Christiansbrunnen ? ↳ Abwassernetz Kohlbach               | ⊙ Am Steiger                                                |
| Bild gesucht BW  | Finsterbergen         | Gotha                         | Wassertretbecken im Areal vom Freizeit- und Erlebnisbad Finsterbergen |                                                             | ⊙                                                           |
| Bild gesucht BW  | Frankenheim/Rhön      | Schmalkalden-Meiningen        | Wassertretbecken im Verlauf des Barfußwanderweges um Frankenheim/Rhön, Start am Heilpflanzen- und Kräutergarten. |                                                             | ⊙                                                           |
| (weitere Bilder) | Friedrichroda         | Gotha                         | Kneipp-Anlage am Rastplatz Ochsenschau. | ↴ Trinkwassernetz/ ↳ Abwassernetz                           | ⊙ Am Körnberg                                               |
| Bild gesucht BW  | Friedrichroda         | Gotha                         | Wassertretbecken am Ludowingerbrunnen. |                                                             | ⊙ Reinhardsbrunn                                            |
| (weitere Bilder) | Friedrichroda         | Gotha                         | Wassertretbecken an der Schmalkaldener Straße 35, 100 m südlich vom Wohnhaus. | ↴ Trinkwassernetz/ ↳ Abwassernetz                           | ⊙ Zwischen den Grundstücken Schmalkaldener Straße 35 und 37 |
| Bild gesucht BW  | Georgenthal           | Gotha                         | Wassertretbecken und Barfußweg Lohmühle, Georgenthal | ↴↳ Apfelstädt                                               | ⊙ Außengelände der Lohmühle                                 |
| Bild gesucht BW  | Geraberg              | Ilm-Kreis                     | Wassertretbecken am Rastplatz vor der Baunsteinmühle im OT Arlesberg | ↴ Trinkwassernetz/ ↳ Abwassernetz Zahme Gera                | ⊙ Braunsteinmühle Gehlberger Straße 27                      |
| Bild gesucht BW  | Heilbad Heiligenstadt | Eichsfeldkreis                | Wassertretbecken im Areal des Heiligenstädter Märchenparks. | ↴ Trinkwassernetz/ ↳ Abwassernetz                           | ⊙ Märchenpark In der Leineaue                               |
| Bild gesucht BW  | Katzhütte             | Landkreis Saalfeld-Rudolstadt | Wassertretstelle im Gebirgsbach an der Massermühle (Ausflugsgaststätte). | ↴↳ Masser                                                   | ⊙                                                           |
|                  | Leimbach              | Wartburgkreis                 | Die Wassertretstelle im Leimbach an der Dorfstraße wurde im Juni 2017 zum Abschluss des Sanierungsprojektes »Dorfwasser Leimbach« eingeweiht. Auf dem nebenstehenden Foto – Hauptmotiv Gemeindeverwaltung Leimbach – markiert ein Blechkontainer am rechten Bildrand den heutigen Standort. | ↴↳ Leimbach (wird innerorts auch als Dorfwasser bezeichnet) | ⊙                                                           |
| Bild gesucht BW  | Lindig                | Saale-Holzlandkreis           | Wassertretbecken auf dem Lehmhof in Lindig, Dorfstraße 39. |                                                             | ⊙                                                           |
| Bild gesucht BW  | Schmalkalden          | Schmalkalden-Meiningen        | Barfuß-Wanderweg mit Wassertretbecken am Waldhaus. |                                                             | ⊙ Pfaffenbach                                               |
| Bild gesucht BW  | Steinach (Thüringen)  | Sonneberg                     | Wassertretbecken am Gesundbrunnen. | ↴ Gesundbrunnen                                             | ⊙ Großer Bärenbach                                          |
| Bild gesucht BW  | Stützerbach           | Ilm-Kreis                     | Kneipp-Anlage neben der Kulturscheune, Sebastian-Kneipp-Straße. |                                                             | ⊙                                                           |
| Bild gesucht BW  | Tambach-Dietharz      | Gotha                         | Kneipp-Anlage im Tammichgrund, beim Lutherbrunnen, Tambach-Dietharz | ↴↳ Tammichbach                                              | ⊙                                                           |
| Bild gesucht BW  | Tambach-Dietharz      | Gotha                         | Kneipp-Anlage im Schmalwassergrund, südlicher Abschnitt der Oberhofer Straße, Tambach-Dietharz | ↴↳ Apfelstädt                                               | ⊙                                                           |
| Bild gesucht BW  | Töttleben             | Unstrut-Hainich-Kreis         | Wassertretbecken am Kneipp-Radweg K2 am Ortsrand. |                                                             | ⊙                                                           |
| Bild gesucht BW  | Tröbnitz              | Saale-Holzlandkreis           | Wassertretbecken in der Ortslage neben der Festscheune. |                                                             | ⊙ Rothehofbach                                              |
| Bild gesucht BW  | Weberstedt            | Unstrut-Hainich-Kreis         | Wassertretbecken auf dem Areal der Freizeitanlage WaldResort. |                                                             | ⊙                                                           |